# Elefant pigmeu
Els elefants pigmeus viuen a Àfrica i Àsia. L'elefant pigmeu africà, anteriorment descrit amb el nom de Loxodonta pumilio, es considera actualment un morf minúscul de l'elefant africà de bosc (L. cyclotis).
L'elefant de Borneo (Elephas maximus borneensis), una varietat d'elefant ben documentada, també es coneix com a «elefant pigmeu». Durant molt de temps es cregué que aquest elefant, que viu a la selva tropical del nord de Borneo (est de Sabah i extrem septentrional de Kalimantan), era idèntic a l'elefant asiàtic i descendia d'una població en captivitat. El 2003, comparacions d'ADN demostraren que probablement es tractava d'una espècie a part.
El terme «elefant pigmeu» no s'ha de confondre amb «elefant nan», que es fa servir per a una sèrie d'espècies extintes d'elefàntids que s'empetitiren a causa del nanisme insular.